# Сара Фар
Сара Луїза Фар (італ. Sarah Luisa Fahr; 12 вересня 2001) — італійська волейболістка, догравальний. Олімпійська чемпіонка 2024 року, чемпіонка Європи і переможниця Ліги націй. Учасниця Олімпійських ігор у Токіо.

## Клуби
| Роки      | Команди                      |
| --------- | ---------------------------- |
| 2016–2017 | «Ігор Горгонзола-2» (Новара) |
| 2017–2019 | «Клуб Італія» (Рим)          |
| 2019–2020 | «Фіренце» (Сан-Кашіано)      |
| 2020–     | «Імоко» (Конельяно)          |

## Досягнення
У збірній
Олімпійські ігри
- Перше місце (1): 2024

Чемпіонат світу
- Друге місце (1): 2018

Ліга націй
- Перше місце (1): 2024

Чемпіонат Європи
- Перше місце (1): 2021
- Третє місце (1): 2019

У клубах
Ліга чемпіонів ЄКВ
- Перше місце (3): 2021, 2024, 2025
- Друге місце (1): 2022

Клубний чемпіонат світу
- Перше місце (1): 2022
- Друге місце (1): 2021

Чемпіонат Італії
- Перше місце (5): 2021, 2022, 2023, 2024, 2025

Кубок Італії
- Перше місце (5): 2021, 2022, 2023, 2024, 2025

Суперкубок Італії
- Перше місце (5): 2020, 2021, 2022, 2023, 2024

## Статистика
Статистика виступів на літніх Олімпійських іграх:
| Рік    | Турнір           | Ігри | Сети | Очки | Ср.  | Місце | Примітки |
| ------ | ---------------- | ---- | ---- | ---- | ---- | ----- | -------- |
| 2021   | Олімпійські ігри | 6    | 18   | 40   | 2,22 | 6     |          |
| 2024   | Олімпійські ігри | 6    | 19   | 36   | 1,89 | 1     |          |
| Всього |                  |      |      |      |      |       |          |